# Blanca Ochoa de Molina
Blanca Ochoa de Molina, nacida como Blanca Ochoa Sierra (Fredonia, Antioquia, 29 de diciembre de 1914-1 de mayo de 2008) fue la pionera de antropología en Colombia, hizo parte del grupo fundador del departamento de Antropología de la Universidad Nacional.

## Reseña biográfica
Blanca Ocho -junto con Edith Jiménez- fueron dos de las primeras egresadas del Liceo Antioqueño, posteriormente, continuaron sus estudios en la Escuela Normal Superior de Bogotá.
En 1941 se crea el Instituto Etnológico Nacional, institución de carácter investigativo fundada por Paul Rivet y Gregorio Hernández de Alba y adscrita a la Escuela Normal Superior, donde Blanca Ochoa se forma como etnóloga. En 1942 se crea el Instituto Indigenista colombiano, en donde Ochoa es becada para estudiar Arqueología Andina en Lima junto a Edith Jiménez de Muñoz, allí trabajaron con los famosos arqueólogos Julio Tello y Rebeca Carrión. A su regreso organizaron el Museo Arqueológico y después ingresaron al Instituto Etnológico, donde se ocuparon de etnohistoria, especialmente en tejidos y cerámica. 
Debido al asesinato de Jorge Eliecer Gaitán, el 9 de abril de 1948 se desató una persecución hacia las personas de orientación política izquierdista, por lo que los integrantes del Instituto Etnológico fueron estigmatizados y poco tiempo después tuvieron que exiliarse. Ochoa, con el apoyo de su profesor Paul Rivet, viajó a París a realizar estudios en Antropología en la Universidad de La Sorbona. Estando en París conoció a Gerardo Molina quien sería su esposo, en 1953 tuvieron su primer hijo, Juan Patricio y a finales de ese mismo año regresan a Colombia, tras su regreso Blanca se dedica a la docencia en algunos colegios de la capital colombiana.
En 1956 nació su segundo hijo, Carlos Gerardo, a mediados de la década de 1960, Ochoa ingresa como docente al departamento de Sociología de la Universidad Nacional de Colombia, y en 1966 junto con otros pioneros fundaron el departamento de Antropología de la Universidad Nacional de Colombia, del que después sería profesora.
En 1983 publica su libro Colombia prehispánica: arte e imaginería
En 1988 se crea el  Laboratorio de Etnografía “Blanca Ochoa de Molina” de la Universidad Nacional.
En 2004 recibe la condecoración “Orden civil al mérito” José Acevedo y Gómez en el grado de Cruz de Plata.
Falleció el 1 de mayo de 2008 a sus 94 años de edad.
Actualmente en su municipio natal, Fredonia se encuentra el Museo “Blanca Ochoa de Molina”.

## Perspectivas gnoseológicas
Las perspectivas gnoseológicas de Blanca Ochoa se empiezan a definir en su infancia, aunque la época en la que ella creció la sociedad colombiana se caracterizaba por su carácter conservador, el padre de Blanca era un liberal declarado, así que la educación que recibió en su casa era hacia el pensamiento liberal.  Sin embargo, Blanca tenía un gran interés en estudiar, así que logró entrar en la Normal de Señoritas de Medellín, en esta escuela recibió una educación católica y conservadora; sin embargo en 1930 con el cambio de gobierno a uno liberal, la educación que se regía en su escuela cambio, impartiendo contenidos académicos que eran reservados para los hombres.   Debido a esto la Normal recibió diversos profesores europeos que llegaron a Colombia exiliados por la guerra, en consecuencia, Blanca desarrolló un interés por la etnología y la arqueología. Entre esta planta docente hubo un profesor colombiano que destacó para Blanca, porque este despertó el interés de Blanca por los problemas agrarios y las condiciones de desigualdad experimentadas por los pueblos indígenas.  Ella se formó como etnóloga en el Instituto Etnológico Nacional, aquí se encargó de recoger información sobre grupos indígenas de Colombia relacionada con la antropología física, lingüística, etnología y arqueología. Después de esto en 1942 Blanca participó en la creación del Instituto Indigenista Colombiano. Con base en todos estos momentos de su vida se entiende el interés que Blanca desarrolló por las poblaciones indígenas y sus problemáticas, sin embargo, este interés no se concentra solo en lo académico como lo dice Reyes (2012) “para doña Blanca, la investigación no se restringía al espacio académico, sino que se abría a los procesos de transformación de la realidad social”. Además, concebía que la investigación científica era tan relevante como la intervención social que se debía tener con la población indígena, esto también lo resalta Reyes (2012) “Una mujer debía intervenir sobre la realidad, no debía reducirse a guardar silencio y, para quién era posible, debía encarar luchas de distinto tipo”. Así se entiende que Blanca tenía un especial interés en equilibrar su investigación académica con la influencia e intervención social en las poblaciones indígenas de Latinoamérica. 

## Perspectiva epistemológica
La perspectiva epistemológica de Blanca Ochoa se sustenta en la etnología difusionista y el indigenismo orgánico, dichas corrientes tuvieron gran relevancia dentro del Instituto Etnológico Nacional (IEN) y el Instituto Indigenista Colombiano. En el primero de ellos Ochoa pudo culminar sus estudios de etnología, una ciencia que, desde el encuadre difusionista, apuntaba a hacer clasificaciones de la cultura material y a desarrollar análisis comparativos con el fin de ofrecer una visión teórica de lo humano Echeverri. La impronta difusionista añadida por Rivet, orientaba el estudio antropológico hacia la valoración de los conocimientos empíricos y el saber-hacer de los indígenas, mostrando su contribución en la configuración de la cultura objetiva de la humanidad. Por su parte, el Instituto Indigenista Colombiano, del que Blanca fue partícipe en 1942, le proporcionó un panorama amplio sobre el problema agrario en Latinoamérica y su relación con la cuestión indígena.
Estos enfoques repercutieron en el desarrollo conceptual de su obra -como se mostrará a continuación-:

### Cerámica panche (1944)
Fue uno de los primeros artículos publicados por Blanca Ochoa en compañía de Edith Jiménez y Antonio García Nossa, aquí se abordan temas referentes a la cultura material del grupo lingüístico panche que habitó el valle del río Magdalena, en lo que hoy pertenece a los departamentos de Cundinamarca y norte del Tolima. El texto presenta abundantes descripciones técnicas y dibujos alusivos a las piezas estudiadas, entre las que se hallan: objetos cerámicos utilizados en la cocción y urnas funerarias; ambas clases de utensilios dan cuenta de la reproducción práctica y simbólica de este grupo humano, a través de acciones como la cocina y los ritos funerarios.

### Resguardo indígena de Tocancipá (1945)
Informe que fue fruto de la visita realizada en 1943 por una comisión del Instituto Indigenista de Colombia; esta comisión estaba constituida por: Blanca Ochoa, Edith Jiménez y Antonio García Nossa. La investigación se fundamentó en los planteamientos establecidos por el Instituto y se consagró a escudriñar en aspectos como: a localización de las tierras, las relaciones de la comunidad con el gobierno, el reparto y usufructo de las tierras, la relación entre la tierra y el trabajo, la economía, el estado de la población, la organización familiar, la cuestión sanitaria y la elaboración de una serie de recomendaciones. Aquí son recurrentes los temas sobre el despojo, la explotación y las políticas latifundistas que llevaron a la pérdida de los territorios comunitarios, donde además se les designaron las tierras menos fructíferas a los indígenas, mientras que los colonos se apropiaron de los terrenos más fértiles. Pero no solo ello, esta dinámica de sometimiento también provocó la desaparición de saberes tradicionales tal y  como lo constata Ochoa en lo concerniente a la agricultura: 
“Allí donde hace algunos años tenían labranzas, hoy es tierra verdaderamente inadecuada para ellas. Muchos cultivos han tenido que ser abandonados porque ya la tierra no los produce” (García, Jiménez y Ochoa. 1945: 610.).

### El indígena del Perú (1945)
Después de haberse especializado en arqueología indígena en la ciudad de Lima; Blanca Ochoa publica un estudio realizado sobre el uso y la tenencia de la tierra en Perú, comparando los métodos de la antigua comunidad Ayllu, con los utilizados en ese entonces (1945) por sus sucesores. En esta ocasión describe el estado de las comunidades indígenas del Perú, mencionando su medio geográfico, población, base económica y organización social.

## Metodología

### Etnografía
Las peculiaridades de la etnografía empleada en el Instituto Indigenista por autores como Blanca Ochoa contiene los siguientes procedimientos
“La observación objetiva, la descripción de la situación real sin atenuantes, la comprensión y versión de esa realidad como totalidad, pero al mismo tiempo su misión debía concluir con la entrega de una monografía: la situación dramática que examinaban los empujaba a pasar a una antropología de acción que reclamaba con urgencia la solución del problema estudiado” (Reyes, 2012, p.48).

### Etnología
Consiste en la clasificación de la información en función de preguntas globales sobre el origen y la difusión de los grupos humanos en la tierra, así como la comprensión de las diferencias culturales y raciales existentes.  Para la época de Ochoa la etnología inició restringiendo su análisis a la vida indígena, en una etapa en que las características principales del país eran el cambio acelerado y la urbanización, fue en este sentido, que las nuevas perspectivas interpretativas y el comienzo de los estudios de folklore reflejaron el enriquecimiento de la antropología en vista de la realidad social que se descubre.